# ورم لثوي تشققي
الورم اللثوي التشققي (يعرف أيضاً بـ فرط التنسّج الليفي الالتهابي، فرط التنسّج الليفي الالتهابي الناتج عن طقم الأسنان، إصابة الأسنان بالورم، الورم اللثوي الأسناني  الورم الحُبيبي الناتج عن طقم الأسنان،  الورم الحُبيبي المُشقق  (و فرط حميد في تنسّج النسيج الضام الليفي الذي يتطور كإصابة رجعية إلى تهيّج ميكانيكي مزمن ينتج من الحافة البارزة لأطقم أسنان ذوو قياس غير ملائم. ببساطة أكثر، الورم اللثوي التشققي هو المكان الذي تتشكل به طيّات زائدة لنسيج قاسٍ داخل الفم؛ كنتيجة لاحتكاك طرف طقم الأسنان غير الملائم. وهي حالة غير ضارّة ولا يمثل سرطان الفم. العلاج يكون عن طريق استئثصال جراحي بسيط للإصابة، وايضاّ عن طريق تعديل طقم الأسنان أو توفير طقم أسنان جديد.
وهي حالة قريبة من فرط التنسج الحليمي الالتهابي، ولكن مع اختلاف في الشكل والموقع.

## التصنيف
الورم اللثوي (بالتحديد 'على اللثة') هو مصطلح عامّ لأي ورم لثوي أو سنخي (مثل كتلة على لثة الفم). هذا المصطلح يصف فقط موقع الكتلة ولا يتضمّن الشكل الهستولوجي (النسيجي) للإصابة. الورم اللثوي يستخدم أحياناً كرديف للورم اللثوي التشققي. ومع ذلك، الحالات الأخرى تُصنف كأورام لثوية. كمثال: الورم اللثوي عملاق الخلايا (الورم الحبيبي المحيطي ذو الخلايا العملاقة)، الورم اللثي الليفي المتعظم (الورم الليفي المحيطي المتعظم)، والورم اللثوي الخلقي.

## المؤشرات والأعراض
الإصابة غالباً لا تسبب الألم. المظهر المعتاد هو عبارة عن طيّتين زائدتين من النسيج في الدهليز السنخي/التلم الوجني، مع الحافة البارزة من طقم الاسنان بين الطيّتين. يمكن أن يتكون في أي من الأتلام الفكي العلوي والأتلام الفكي السفلي. بالرغم من أن الإصابة في العادة تكون في الألتام الفك السفلي. المواقع الأمامية منتشرة أكثر من الخلفية. الأقل شيوعاً أن تكون طيّة واحدة، والإصابة ممكن أن تظهر على السطح اللساني للحرف السنّي للفك السفلي.
الانتفاخ يكون قاسياً وليفياً، مع سطح ناعم زهري اللون.. ممكن أن يظهر على السطح ايضاً تقرح أو حمامي حجم الإصابة تتراوح من 1 سم لتكون على الطول الكامل للشق.

## المسبّبات

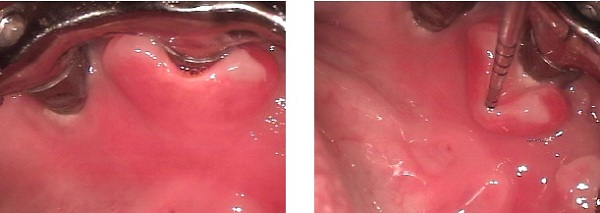
تضخم ليفي حول زراعة الأسنان ,ناجم عن مشبك أسنان مكسور

المسبّب هو الضغط الناتج عن الطرف البارز لطقم الأسنان الذي يسبب تهيّج مزمن وفرط مزمن كاستجابة في النسيج الرخو. ممكن أن تتعرض النساء الحوامل إلى الورم اللثوي، الذي يحلّ بعد الولادة. الورم الحليمي الليفي الظهاري، الإصابة السويقية للحنك تحت طقم الأسنان العلوي، مرتبطة مع هذه الحالة.مظهر اللسان المرصوف مماثل للورم اللثوي التشققي في المرضى دون طقم أسنان يمكن تشخيصها كـداء كرون. الورم اللثوي التشقيي يمكن أن يظهر أيضاً حول الأسنان المزروعة.

## التشخيص
التشخيص يكون سريرياً.وعادةً يكون واضحاً إذا كان مرتبطاً مع حافة طقم الأسنان. خزع النسيج لا يكون بالعادة قبل إزالة الإصابة؛ لأن العينة المستخزعة جراحياً بالعادة ترسَل لإجراء اختبار هستوباثالوجي (نسيجي مرضي)، والتشخيص يؤكَّد بشكل ارتجاعي. نادراً، الخزعة القاطعية يمكن الإشارة إليها لتستيعد تكوّن ورم. مثال؛ في حال وجود تقرح مشبوه. المظهر يكمن أن يشتبه بـالورم الحبيبي المتقرح.
النسيج الزائد يتكون من نسيج ضام مسامي ملتهب، المظهر المجهري للورم اللثوي التشققي هو عبارة عن خلايا مفرطة النمو من النسيج الضام الليفي. الخلايا الظهارية هي بالأغلب مفرطة التقرّن وغير منتظمة، الحرف الأخرمية مفرطة التنسج ترى كثيراً.

## العلاج
العلاج عن طريق الأستئصال الجراحي (إزالة كليّة) للنسيج الليفي مفرط النمو وتحديد العامل المسبب لمنع تكرر الإصابة. مصادر أخرى تقترح ان الاستئصال الجراحي قد لا يكون مطلوباً في جميع الحالات. الأساليب العامة لإزالة النسيج الزائد تتضمن الإزالة التقليدية بمشرط جراحيّ، مشرط كهربائي، أو استئصال بواسطة الليزر عن طريق مشرط الليزر. مثال: ليزر ثاني اكسيد الكربون، عنصر الاربيوم:ليزر YAG، النيوديميوم:ليزر YAG أو الليزر ذو الصمام الثنائي.
طقم الأسنان غير ملائم يمكن أن يتم تكييفيه ليتلائم (عن طريق التبطين) أو عن طريق تركيب طقم جديد. بدلاً من ذلك، يمكن تقليل من حدّة وتمليس الجزء من الحافة أو الجزء الزائد بمثقاب كهربائي.

## توقعات سير المرض
إذا بقي العامل المسبب فإن النسيج سيصبح ليفياً أكثر مع الوقت.

## الوبائيات
هذه الحالة تحدث بالتزامن مع ارتداء طقم الأسنان، لذا المتأثرين به يميلون لأن يكونوا متوسطي العمر أو أكبر من البالغين،  66-75% من المخمّن أن تحدث في النساء. الورم اللثوي التشققي هو ثالث أكثر انتشاراً. إصابة متفاعلة التي تحدث في الفم بعد الورم الحبيبي المحيطي ذو الخلايا العملاقة والورم الحبيبي المتقرح.